# Stade Azteca
Pour les articles homonymes, voir azteca.
Le stade Azteca (estadio Azteca) de Mexico est le premier stade du monde à avoir accueilli deux finales de la Coupe du monde de football. La première a été remportée par l'équipe du Brésil de Pelé en 1970 ; la seconde par l'équipe d'Argentine de Diego Maradona en 1986.
L'América Mexico est le club résident, néanmoins les autres clubs de Mexico y jouent quelquefois pour des derbys ou en Copa Libertadores.

## Histoire
Le stade Azteca est inauguré en 1966 et est alors considéré comme l'un des stades les plus modernes. Le match inaugural oppose Club América au Torino FC le 29 mai 1966 devant 107 494 spectateurs. Le premier but inscrit l'est par le Brésilien Arlindo Dos Santos Cruz et le second par un autre joueur brésilien du Club América, José Alves « Zague ». Le Torino revient ensuite à la marque et la rencontre se termine par un score nul de 2-2. Gustavo Diaz Ordaz, président du Mexique, donna le coup d'envoi symbolique en présence de Stanley Rous, président de la FIFA.
Un système d'éclairage moderne a été inauguré le 5 juin 1966. Le premier but du match a été marqué par le joueur hondurien José Cardona. Durant cette rencontre, Roberto Martínez o Caña Brava a marqué le premier but de l'équipe du Mexique. Le score final fut de 3-1 en faveur du Valencia CF.
La capacité du stade Azteca a été légèrement réduite pour des questions de confort et de sécurité, passant de 114 580 à 105 094 places, ce qui en fait le sixième plus grand stade du monde en termes de capacité.
Le stade a aussi accueilli les Jeux olympiques d'été de 1968, la Coupe du monde 1970, 1986 les Jeux panaméricains de 1975, la Coupe du monde de football des moins de 20 ans en 1983 et la Coupe des confédérations en 1999. Il a également accueilli de grands tournois internationaux tels que la Copa Interamericana et la Copa Libertadores.
Le stade Azteca est aussi utilisé pour des spectacles et des concerts : Michael Jackson (cinq concerts en 1993 avec près de 500 000 spectateurs), U2 (en 2006), Elton John, Maná, Juan Gabriel, Luis Miguel, Gloria Estefan, Jaguares, Lenny Kravitz, Ana Gabriel ou Les Trois Ténors s'y sont produits. Il a également été utilisé pour des événements politiques, dont le meeting de fin de campagne du président mexicain Felipe Calderón en 2006, ainsi que des événements religieux comme lors de la visite du pape Jean-Paul II qui y célébra une messe en 1999 et lors de la croisade de T. B. Joshua les 8 et 9 mai 2015.
Depuis 2016, le stade accueille des matchs de la série internationale de la NFL, c'est-à-dire un match de saison régulière délocalisé. Cet événement fait suite à un match de championnat abrité en 2005, qui marquait le premier match de saison régulière de NFL joué à l'extérieur du territoire des États-Unis.

## Événements
- Matchs de football des Jeux olympiques d'été de 1968
- Coupe du monde de football 1970
- Jeux panaméricains, 1975
- Coupe du monde de football des moins de 20 ans 1983
- Coupe du monde de football 1986
- Dangerous World Tour, Michael Jackson 1993, 5 concerts, 500.000 spectateurs
- Coupe des confédérations 1999
- American Bowl, 15 août 1994
- American Bowl, 4 août 1997
- American Bowl, 17 août 1998
- American Bowl, 19 août 2000
- American Bowl, 27 août 2001
- Série internationale de la NFL depuis 2016
- Coupe du monde de football 2026 (dont le match d'ouverture)

## Galerie

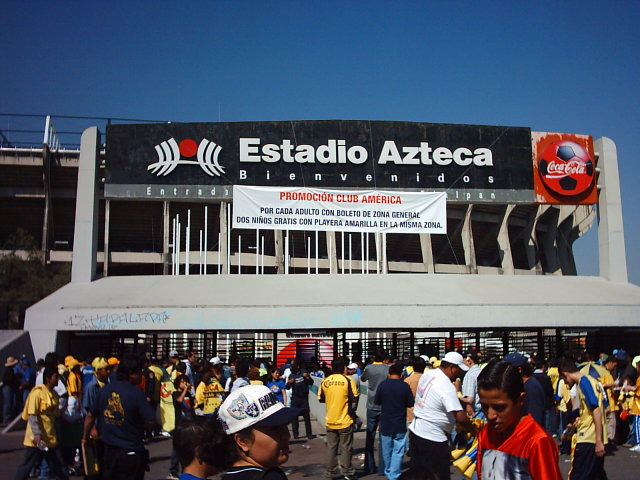
L'entrée du stade.
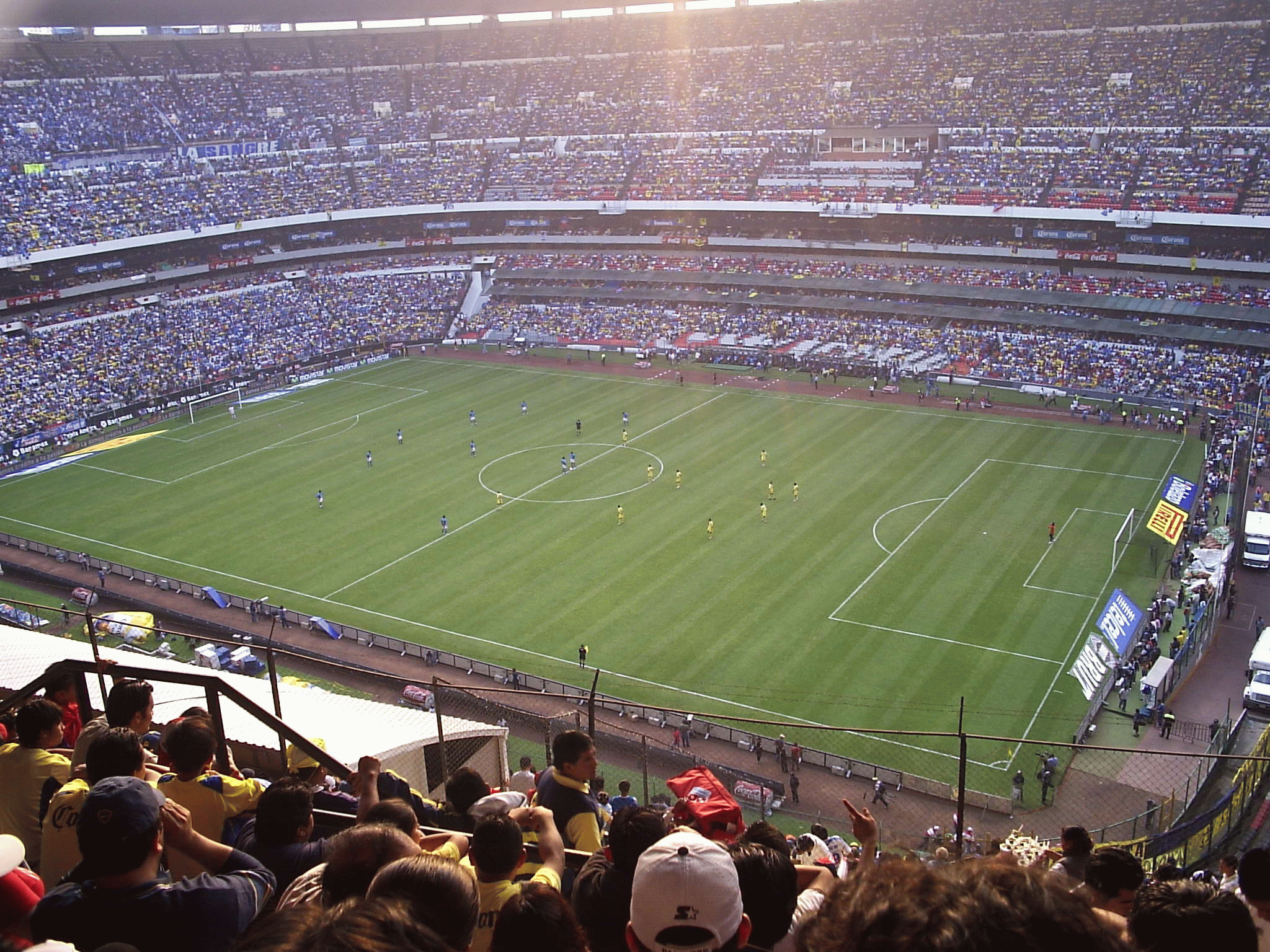
Vue plongeante.